# The Sandman (TV-serie)
The Sandman är en amerikansk fantasy-dramaserie från 2022. Den är baserad på den tecknade serien med samma namn från 1988, skriven av Neil Gaiman och utgiven av DC Comics. Serien är skapad av Gaiman, David S. Goyer och Allan Heinberg för streamingtjänsten Netflix, och är producerad av DC Entertainment och Warner Bros. Television.
Första säsongen hade premiär på Netflix den 5 augusti 2022. En andra säsong bekräftades. Uppföljaren till fantasyserien släpptes på Netflix den 3 juli 2025. 

## Handling
Morfeus, även känd som Dream eller The Sandman, fångas i en ockult ritual 1916. Efter att ha hållits fången i 106 år, flyr Dream och ger sig ut på en resa genom olika världar och tidslinjer, för att återställa ordningen i sitt rike, The Dreaming.

## Rollista (i urval)
- Tom Sturridge – Morpheus / Dream
- Boyd Holbrook – Corinthian
- Vivienne Acheampong – Lucienne
- Patton Oswalt – Matthew the Raven
- David Thewlis – John Dee
- Jenna Coleman – Johanna Constantine
- Gwendoline Christie – Lucifer Morningstar
- Kirby Howell-Baptiste – Death
- Ferdinand Kingsley – Hob Gadling
- Sandra James-Young – Unity Kinkaid
- Kyo Ra – Rose Walker / The Vortex
- Razane Jammal – Lyta Hall
- Eddie Karanja – Jed Walker / The Sandman
- Joely Richardson – Ethel Dee / Madame Daudet